# 猴子捞月
《猴子捞月》是一部中国上海美术电影制片厂制作的剪纸动画片。获得过中国电影金鸡奖最佳美术片、保加利亚卡布洛沃第四届国际喜剧电影节最佳短片奖。

## 剧情简介
一群猴子在森林里生活。一天夜里，有只猴子抬头看到了天空上的明月，便想要拥有它，于是把大伙找来，尝试了各种方法摘月亮，但没能成功。另一只猴子在山崖下的水潭里也发现了一个“月亮”，于是找来大家捞。山崖很深，猴子们费了好大功夫，终于把“月亮”捞进了一个瓢里。捞到“月亮”后，猴子们为了抢夺“月亮”打起了架，打架过程中不小心将瓢摔碎，“月亮”也不见了。正当猴子们伤心哭泣的时候，抬头望天，发现又大又圆的月亮依然挂在空中……